# Bisdom Mouila

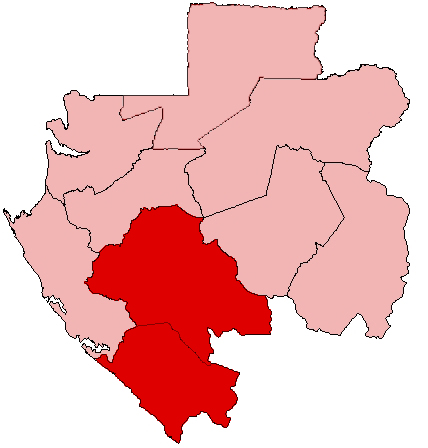
Ligging van het bisdom Mouila in Gabon

Het bisdom Mouila (Latijn: Dioecesis Muilaensis) is een op 11 december 1958 gesticht rooms-katholiek bisdom in Gabon. Het werd losgemaakt uit het diocees Libreville, waaraan het sindsdien suffragaan is. In 1974 verloor het territorium aan het bisdom Franceville. De bisschopszetel is gevestigd in Mouila, dat ook hoofdstad is van de Gabonese provincie Ngounié.
Het aantal katholieken bedroeg in 1980 ruim 72.000, ruim 43% van de totale bevolking. In 2004 was de bevolking afgenomen tot ruim 115.000 mensen, waarvan circa 46.000 katholieken. Het katholieke bevolkingsaandeel liep daardoor terug tot ongeveer 40%. In 2019 waren er 52.000 katholieken, 38% van de bevolking.
Het aantal priesters bleef in de periode 1980-2004 nagenoeg gelijk (19 priesters in 1908, 15 priesters in 2004). In het bisdom werd de bediening vooral verzorgd door de missiecongregatie van de Spiritijnen. In 2019 waren van de 27 priesters er 22 diocesane priesters.

## Bisschoppen (pontificaat)
1. Raymond-Marie-Joseph de La Moureyre, CSSp (1959-1976)
2. Cyriaque Siméon Obamba (1976-1992)
3. Dominique Bonnet, CSSp (1996-2013)
4. Mathieu Madega Lebouankehan (2013-)